# Gary McAllister
Gary McAllister MBE (* 25. Dezember 1964 in Motherwell) ist ein ehemaliger schottischer Fußballspieler und -trainer. Als Spielmacher war der Mittelfeldspieler eine der Schlüsselfiguren von Leeds United auf dem Weg zur englischen Meisterschaft 1992. Später hatte er eine erfolgreiche Zeit beim FC Liverpool, mit dem er 2001 beide heimische Pokaltrophäen und dazu den UEFA-Pokal gewann. Für die schottische Nationalmannschaft bestritt er 57 Länderspiele. Dabei war er im Kader der „Bravehearts“ anlässlich der WM 1990 in Italien sowie der Europameisterschaften 1992 in Schweden und 1996 in England. Im Jahr 2016 wurde McAllister in die Scottish Football Hall of Fame aufgenommen.

## Sportlicher Werdegang

### Aktive Karriere

#### Vereinslaufbahn

##### Über Motherwell zu Leicester City (1981–1990)
Nach ersten fußballerischen Schritten in der Jugend beim Fir Park Boys' Club begann McAllister seine Profikarriere in der Geburtsstadt beim FC Motherwell. Dort avancierte er ab der Saison 1983/84 zum Stammspieler, stieg in diesem Jahr zwar in die zweite Liga ab, aber in der darauffolgenden Spielzeit gelang über die Zweitligameisterschaft der direkte Wiederaufstieg in die schottische Eliteklasse. Zusätzlich beeindruckte er im schottischen Pokalwettbewerb, als Motherwell das Halbfinale erreichte und dort den hohen Favoriten Celtic Glasgow über ein 1:1-Remis in ein Wiederholungsspiel zwang. Dies führte dazu, dass mit Gordon Milne der Trainer des englischen Erstligisten Leicester City McAllisters Verpflichtung anstrebte. Der Transfer im August 1985 für insgesamt 250.000 Pfund war schließlich ein „Paket“, das neben McAllister den noch etwas erfahreneren Ally Mauchlen zur Filbert Steet brachte. Insgesamt hatte McAllister 70 Pflichtspiele für Motherwell bestritten – davon 58 in der Liga – und acht Tore erzielt.
McAllister gewöhnte sich schnell an das höhere Tempo im englischen Fußball und zeigte sich gleichsam effektiv im Mittelfeldzentrum oder auf einer der beiden Außenpositionen. Er demonstrierte seine Stärken in der hohen Spielübersicht und von seinen genauen Zuspielen profitierte in besonderem Maße Stürmer Alan Smith, der fortan seine Torausbeute signifikant steigerte. Dazu avancierte er generell zum Spezialisten für den „ruhenden Ball“ und neben der Ausführung von Eckbällen und Freistößen ersetzte er Steve Lynex als Elfmeterschütze – aus dieser Zeit rührt sein Spitzname „Enforcer“ (deutsch: Vollstrecker), der ihn neben „Macca“ oder „Super-Mac“ im Verlauf seiner Karriere begleitete. Nach sieben Ligatoren in seinem ersten Jahr für die „Foxes“ sorgte jedoch der Abstieg 1987 für einen ersten sportlichen Rückschlag. Obwohl er mit neun Ligatoren hinter Smith treffsicherster Schütze seines Klubs gewesen war, fehlte er aufgrund einer Verletzung, die sich McAllister in seinem ersten Spiel für die schottische B-Nationalmannschaft zugezogen hatte, in den letzten drei Meisterschaftspartien, als Leicester komplett sieglos blieb.
In den folgenden drei Jahren in der Second Division war McAllister zweimal bester Torschütze seiner Mannschaft, eine tragende Stütze zum Neuaufbau eines jungen Teams und dazu zweifach nominiert als Teil der Zweitligamannschaft des Jahres (PFA Team of the Year). Aufgrund seiner eigenen stetigen Entwicklung, die ihn zum Ende des Jahrzehnts auch in die schottische A-Nationalmannschaft katapultierte, wurde jedoch auch klar, dass er diese in der höchsten englischen Spielklasse fortsetzen musste. Da Leicester City aber die Rückkehr dorthin nicht gelang, wechselte er im Sommer 1990 für eine Million Pfund zu Leeds United, das gerade unter Howard Wilkinson die Zweitligameisterschaft gewonnen hatte und McAllister somit die gewünschte sportliche Perspektive bot. Zuvor hatte auch Brian Clough von Nottingham Forest mitgeboten, aber aufgrund seiner als plump empfundenen Vorgehensweise keinen Erfolg bei McAllister gehabt.

##### Leeds United (1990–1996)
McAllister komplettierte in Leeds ein Mittelfeld, das Spieler wie Gordon Strachan, David Batty und Gary Speed beherbergte und nach einem ersten Achtungserfolg über den vierten Platz in der Saison 1990/91 gewann er mit seinem neuen Klub im zweiten Jahr die englische Meisterschaft. Als Dreh- und Angelpunkt im Mittelfeld sorgten gleichsam seine Kurzpässe und die langen Diagonalwechsel für Kreativmomente im Offensivspiel von Leeds United. Dazu war er der einzige Feldspieler der „Whites“, der in allen 42 Ligaspielen der Meistersaison vertreten war und am Ende wurde er von den Kollegen der Spielergewerkschaft PFA in die Mannschaft des Jahres gewählt (wie noch ein zweites Mal zwei Jahre später).
Die Titel blieben in den folgenden Jahren zwar aus, aber mit konstanten Leistungen blieb McAllister Führungsspieler und wurde später Kapitän von Leeds United. Besonders neue Spieler wie Tony Yeboah ab 1995 profitierten davon, dass McAllister permanent Torchancen herausspielte und die gegnerische Defensive durch plötzliche Spielverlagerungen häufig „auf dem falschen Fuß erwischte“. Avancen anderer prominenter Vereine, wie eine Offerte über 2,5 Millionen Pfund von den Glasgow Rangers lehnte die Vereinsführung von Leeds zur Mitte des Jahrzehnts zunächst noch ab. In der Spielzeit 1995/96 belegte Leeds aber nur den enttäuschenden 13. Abschlusstabellenplatz, wenngleich McAllister, der persönlich vor allem positiv mit einem Hattrick gegen Coventry City und einer guten Leistung im Duell mit der PSV Eindhoven im UEFA-Pokal aufgefallen war, mit seinen Mannen das Endspiel im Ligapokal erreicht hatte – dort war man dann deutlich mit 0:3 Aston Villa unterlegen gewesen.

##### Coventry City (1996–2000)
Die Entscheidung, dass McAllister für drei Millionen Pfund Ende Juli 1996 zu Coventry City wechselte, wurde allgemein als überraschend empfunden, zumal sich sein neuer Klub in den unteren Tabellenregionen der Premier League aufhielt. Binnen kurzer Zeit war McAllister jedoch integraler Bestandteil von Coventry City und nach einem schwachen Start in die Saison 1996/97 übernahm er das Kapitänsamt. Seine Leistungen waren hingegen zunächst etwas unbeständig, was auch daran lag, dass er nach den Ereignissen bei der Euro 1996 in England gleichsam psychologisch als auch physisch etwas erschöpft wirkte. Weiteres Pech ereilte ihn im November 1997 im Heimspiel gegen den Ex-Klub aus Leicester, als er sich schwer am Knie verletzte. Zwar kehrte er nur zwei Wochen später gegen Tottenham Hotspur zurück, aber noch vor dem Ende der ersten Halbzeit ging er vom Spielfeld. Es stellte sich heraus, dass ein Kreuzband gerissen war, das zunächst aber nicht operiert werden sollte, um seine Teilnahme an der bevorstehenden Weltmeisterschaft 1998 nicht zu beeinträchtigen. Ein Comeback-Versuch im März 1998 führte jedoch zu einem weiteren Rückschlag und die Operation fand anschließend doch noch statt.
Im Oktober 1998 kehrte er zur ersten Mannschaft von Coventry City zurück und bis zum Jahreswechsel hatte er sich in puncto Timing und Präzision in seinem Spiel angepasst. Zwar wurde auch er gelegentlich bei den eigenen Anhängern zum Gegenstand von Kritik im Abstiegskampf (besonders zu Weihnachten nach einer Niederlage gegen West Ham United), aber spätestens mit einem wichtigen Elfmetertor bei Sheffield Wednesday im April 1999 zeigte er, dass er in besonders kritischen Momenten Verantwortung zu übernehmen in der Lage war. Nach dem Ende seiner Nationalmannschaftslaufbahn erlebte er in der Saison 1999/2000 seinen „zweiten Frühling“ in Coventry. Er schoss dreizehn Pflichtspieltore, war damit treffsicherster Schütze seines Klubs und seine Ausbeute bei Elfmetern schraubte er auf elf Treffer ohne Fehlschluss, seitdem er die Aufgabe in der Mannschaft von Dion Dublin übernommen hatte. Er profitierte insgesamt auch von dem Neuzugang Carlton Palmer, der ihm die defensiven Aufgaben im Mittelfeld größtenteils abnahm, und gemeinsam verloren die beiden nur zwei von 16 Spielen. Danach lief McAllisters Vertrag aus und ablösefrei wechselte er im Sommer 2000 zum FC Liverpool.

##### FC Liverpool (2000–2002)
Obwohl McAllister nur relativ kurz an der Liverpooler Anfield Road spielte, war er zeitweise ein wichtiger Baustein des Teams. Mitentscheidend für die überraschend erscheinende Verpflichtung eines 35-Jährigen war die Ausgangssituation, die vorsah, dass die „Reds“ unter Trainer Gérard Houllier mit einem jungen Kader (Durchschnittsalter unter 25 Jahren) in die Saison 2000/01 gingen und bei den insgesamt vier bedeutenden Wettbewerben die Erfahrung eines „Routiniers“ suchten.
In der Hinrunde kam McAllister zunächst nur sporadisch zum Einsatz, aber im späteren Verlauf übernahm er immer mehr Führungsaufgaben in einer Mannschaft, die sich Runde um Runde in allen drei Pokalwettbewerben durchsetzte. Am 16. April 2001 sorgte er beim Lokalrivalen Everton für einen berühmten Moment, als ihm beim Stand von 2:2 in der Nachspielzeit ein spektakuläres Freistosstor aus großer Distanz gelang. Drei Tage später verwandelte er im UEFA-Pokal gegen den FC Barcelona einen Elfmeter zum 1:0-Sieg, der Liverpool den Einzug ins Finale sicherte. Neben seinen Torerfolgen in fünf aufeinander folgenden Partien war er im letzten Drittel der Saison der „Strippenzieher“ im Mittelfeld des FC Liverpool und am Ende komplettierte das Team nach dem Gewinn des Ligapokals das „Pokal-Triple“ durch die Erfolge im FA Cup und UEFA-Pokal. Beim 5:4-Finalsieg des zuletzt genannten Wettbewerbs gegen Deportivo Alavés war er an vier von fünf Toren beteiligt, schoss eines per Elfmeter selbst und wurde zum besten Spieler gewählt.
In seiner zweiten Saison war McAllisters Einfluss weniger bedeutsam und speziell in der Rückrunde, als der Klub in der Premier League um den Titel mitspielte und am Ende die Vizemeisterschaft gewann, saß er häufig nur auf der Ersatzbank. Bei seinem letzten Heimspielauftritt verabschiedete ihn der Anhang auf der Kop-Tribüne vor dem Hintergrund seiner ablösefreien Verpflichtung ironisch mit dem Sprechchor „What a waste of money“ (deutsch: „Was für eine Geldverschwendung“), verbunden mit dem Hinweis, „er möge doch zurück nach Coventry gehen“. Zur Jahreswende war er zuvor mit dem Member Of The Order Of The British Empire für seine Verdienste um den Fußball ausgezeichnet worden – später wurde er noch in die Scotland Football Hall Of Fame aufgenommen.
McAllister verließ Liverpool in Richtung seines Ex-Klubs Coventry City, um beim dortigen Zweitligisten das Amt des Spielertrainers auszuüben.

#### Schottische Nationalmannschaft
Nach einem ersten Auftritt für die schottische B-Auswahl im April 1987, als er gegen Frankreich gleichsam ein Tor schoss und sich eine Verletzung einhandelte, die ihn für den Rest der Saison außer Gefecht setzte, debütierte er für die A-Nationalmannschaft im Rahmen der Vorbereitung für die WM 1990 in Italien. Dem 0:1 gegen die DDR am 25. April 1990 folgte die Nominierung in den schottischen Kader für das Turnier selbst. Dort blieb er in allen drei Gruppenspielen, die mit dem vorzeitigen Aus endeten, unberücksichtigt. In einem Qualifikationsspiel für die folgende Euro 1992 in Schweden schoss McAllister am 17. Oktober 1990 gegen die Schweiz sein erstes Tor die schottische A-Mannschaft und in Schweden selbst absolvierte er alle drei Vorrundenbegegnungen. Dort erzielte er beim 3:0-Sieg gegen die GUS einen Treffer, aber wie zwei Jahre zuvor konnte ein erneutes Ausscheiden nach der Gruppenphase nicht verhindert werden.
Nach einer misslungenen Qualifikation für die WM 1994 in den USA führte McAllister als Kapitän die „Bravehearts“ zur Euro 1996 ins benachbarte England. Dort sorgte besonders das Aufeinandertreffer mit dem Gastgeber und Erzrivalen für Brisanz. Beim Stand von 0:1 wurde Schottland ein Elfmeter zugesprochen. Dabei scheiterte McAllister an Englands Torhüter David Seaman und letztlich ging die Partie für Schottland mit 0:2 verloren. Zwar konnte die Schweiz besiegt werden, aber aufgrund der schlechteren Tordifferenz musste Schottland erneut vorzeitig die Heimreise antreten. Zwei weitere Jahre später gelang McAllister mit Schottland – zwischenzeitlich hatte er gegen Schweden sein 50. Länderspiel bestritten – die Qualifikation für die WM-Endrunde 1998 in Frankreich, die er jedoch verletzungsbedingt verpasste.
Im Frühjahr 1999 ging McAllisters Nationalmannschaftskarriere schließlich zu Ende. Ausschlaggebend dafür waren neben der 1:2-Niederlage gegen Tschechien die von Teilen des Publikums geäußerten Unmutsbekundungen, die McAllister kurz darauf zum Rückzug bewegten. Spätere Versuche von Trainer Craig Brown mit dem Ziel eines Comebacks des ehemaligen Spielmachers waren erfolglos und so blieb es bei McAllisters 57 Länderspieleinsätzen.

### Trainertätigkeiten
In der Saison 2002/03 gelangen McAllister neun Pflichtspieltore und auch seine Trainertätigkeiten wurden zunächst geschätzt. Ausdruck dessen war im Dezember 2002 die Auszeichnung als „Trainer des Monats“. Im neuen Jahr 2003 zeigte der sportliche Trend jedoch plötzlich deutlich nach unten und nur noch eine Partie konnte gewonnen werden – am Ende gelang der Klassenerhalt nur sehr knapp. Dabei war McAllister auch häufig Ziel gegnerischer Attacken im Mittelfeld von besonders körperbetont und auf ihn ausgerichteten „Sonderbewachern“. Zu Beginn der Spielzeit 2003/04 war er zunächst weiter im Mittelfeldzentrum als Stammspieler gesetzt, bevor er im Oktober und Anfang Dezember 2003 nach der Krebserkrankung seiner Frau mehr Zeit mit seiner Familie verbrachte und aus diesem Grund auch Mitte Januar 2004 in Coventry zurücktrat. Gleichzeitig verkündete er das sofortige Ende seiner Spielerlaufbahn.
Gut anderthalb Jahre nachdem seine Ehefrau dann an den Folgen ihrer Erkrankung gestorben war, trat McAllister im Januar 2008 die Nachfolge von Dennis Wise als Trainer von Leeds United an – dem Klub, mit dem er 1992 die englische Meisterschaft gewonnen hatte. Gemeinsam mit seinem Assistenten Steve Staunton gelang der erste Sieg im fünften Anlauf und nach kontinuierlicher Stabilisierung der Mannschaftsleistungen wurde ihm ein neuer Einjahresvertrag angeboten. Die anvisierte direkte Rückkehr in die Zweitklassigkeit des mittlerweile nur noch in der dritten Liga agierenden Leeds United gelang jedoch nicht. Schuld daran war letztlich die 0:1-Niederlage im Play-off-Aufstiegsfinale gegen die schwächer eingeschätzten Doncaster Rovers. Danach verschlechterten sich die Darbietungen zunehmend und im Anschluss an die Pokalniederlage gegen das Amateurteam FC Histon wurde er vier Tage vor Weihnachten 2008 entlassen.
Danach lehnte er einen Job im Trainerstab der schottischen Nationalmannschaft ab, bevor er ab Mai 2010 an der Seite seines ehemaligen Leeds-Mitspielers Gordon Strachan das Kotraineramt beim FC Middlesbrough ausübte. Vier Monate später verließ er „Boro“ wieder, um sich Aston Villa anzuschließen, wo er wiederum seinem Ex-Trainer Gérard Houllier assistierte. Als dieser im April 2011 gesundheitsbedingt sein Amt nicht mehr ausüben konnte, vertrat McAllister ihn bis zum Ende der Saison 2010/11. Mit der Verpflichtung von Alex McLeish als Nachfolger von Houllier ging McAllisters Engagement beim Klub aus Birmingham zu Ende.
Zu Beginn der Saison 2015/16 wurde McAllister Co-Trainer von Brendan Rodgers beim FC Liverpool. Nach dessen Entlassung endete seine Assistentenfunktion Anfang Oktober 2015 bereits wieder. Unter Rodgers Nachfolger Jürgen Klopp wechselte er in eine „Botschafterrolle“ im Bereich Fan-Kommunikation.

## Titel/Auszeichnungen
- UEFA-Pokal (1): 2001
- Europäischer Supercup (1): 2001
- Englische Meisterschaft (1): 1992
- Englischer Pokal (1): 2001
- Englischer Ligapokal (1): 2001
- Charity Shield (2): 1992, 2001
- PFA Team of the Year (4): 1988/89 (2. Liga), 1989/90 (2. Liga), 1991/92 (1. Liga), 1993/94 (1. Liga)
- Englands Fußballer des Monats (1): April 2001